# Lamprolia victoriae
Il coda di seta (Lamprolia victoriae Finsch, 1874) è un uccello passeriforme della famiglia Rhipiduridae, unica specie ascritta al genere Lamprolia Finsch, 1874.

## Etimologia
Il nome scientifico del genere, Lamprolia, deriva dall'unione delle parole greche λαμπρος (lampros, "splendido") e λειος (leios, "liscio"), in riferimento alla livrea, mentre il nome della specie, victoriae, venne scelto in omaggio alla principessa Vittoria.

## Descrizione

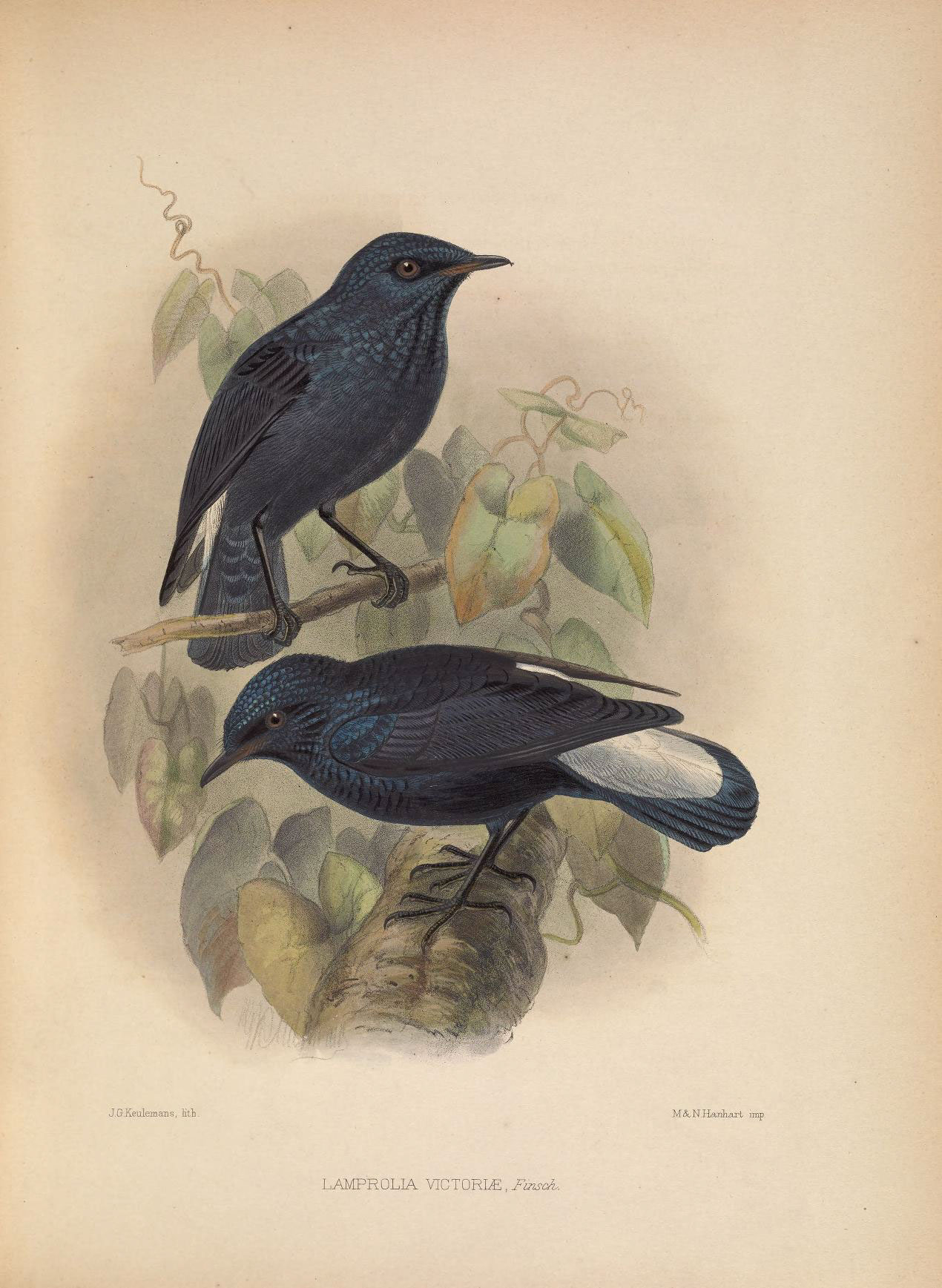
Illustrazione di una coppia.

### Dimensioni
Misura 12 cm di lunghezza, per un peso di 16-21 g.

### Aspetto
L'aspetto ricorda quello di un uccello del paradiso in miniatura: la testa è allungata con becco largo e leggermente uncinato in punta, le ali sono lunghe ma dalle punte arrotondate, la coda è corta e squadrata, le zampe sono forti e ben sviluppate.

Il piumaggio è nero sericeo su tutto il corpo, con codione e parte prossimale della coda che sono invece di colore bianco latte: faccia, spalle e petto mostrano iridescenze metalliche verdi e purpuree, meno evidenti nelle femmine, le quali talvolta presentano bianco dorsale meno brillante. Becco e zampe sono neri in ambedue i sessi, mentre gli occhi sono bruno-nerastri.

## Biologia

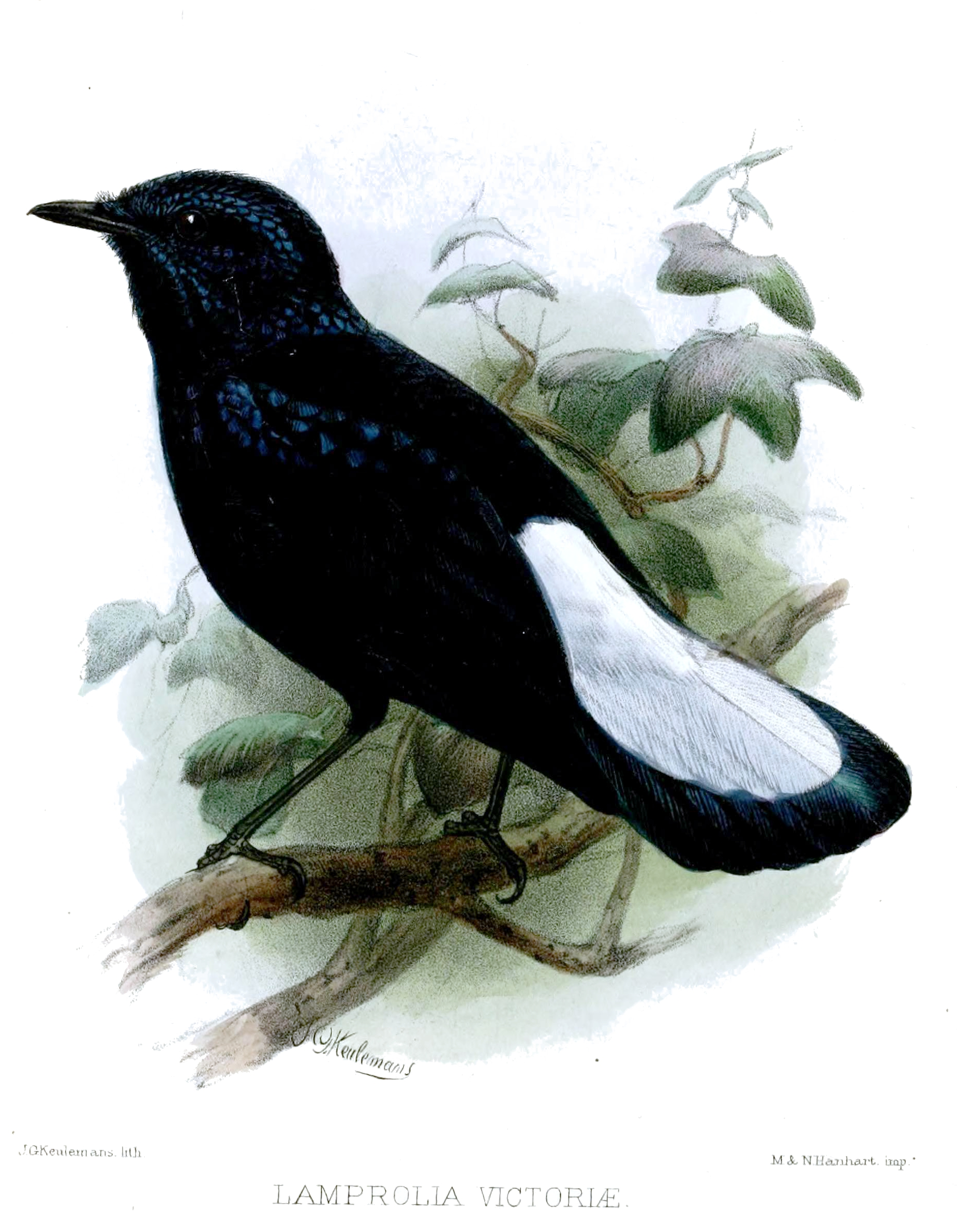
Illustrazione di Keulemans.

Si tratta di uccelli dalle abitudini diurne, attivi principalmente di prima mattina, che si muovono da soli o in gruppetti e si dimostrano piuttosto timidi, pur imparando presto a non avere timore e ad avvicinarsi all'uomo.

### Alimentazione
Il cibo viene cercato al suolo o sui rami bassi: esso consiste principalmente in insetti ed altri piccoli invertebrati, ma all'occorrenza può essere consumata anche frutta matura (soprattutto bacche) e semi.

### Riproduzione
Il periodo riproduttivo cade fra giugno e gennaio. Il nido viene costruito a 1–3 m dal suolo, alla biforcazione di un ramo nel folto della vegetazione: esso è piuttosto voluminoso e si compone di fibre vegetali intrecciate e radichette, talvolta con aggiunta di elementi decorativi all'esterno (foglie, muschio), in ogni caso esso è foderato internamente di piume e spesso posizionato sotto una fronda con foglie. Al suo interno la femmina depone un singolo uovo di colore rosato con sparse macchie più scure, che viene covato per circa tre settimane: il nudiaceo, cieco ed implume alla nascita, è in grado di involarsi attorno al mese di vita.

## Distribuzione e habitat
Il coda di seta è endemico delle isole di Vanua Levu (dove lo si incontra solo nella parte orientale dell'isola) e Taveuni, nelle Figi.
L'habitat di questi uccelli è rappresentato dalla foresta pluviale ben matura: essi si adattano tuttavia a colonizzare anche le zone alberate meno dense, oltre che gli ambienti antropizzati come piantagioni, campi di taglio, giardini e parchi suburbani ben alberati.

## Tassonomia

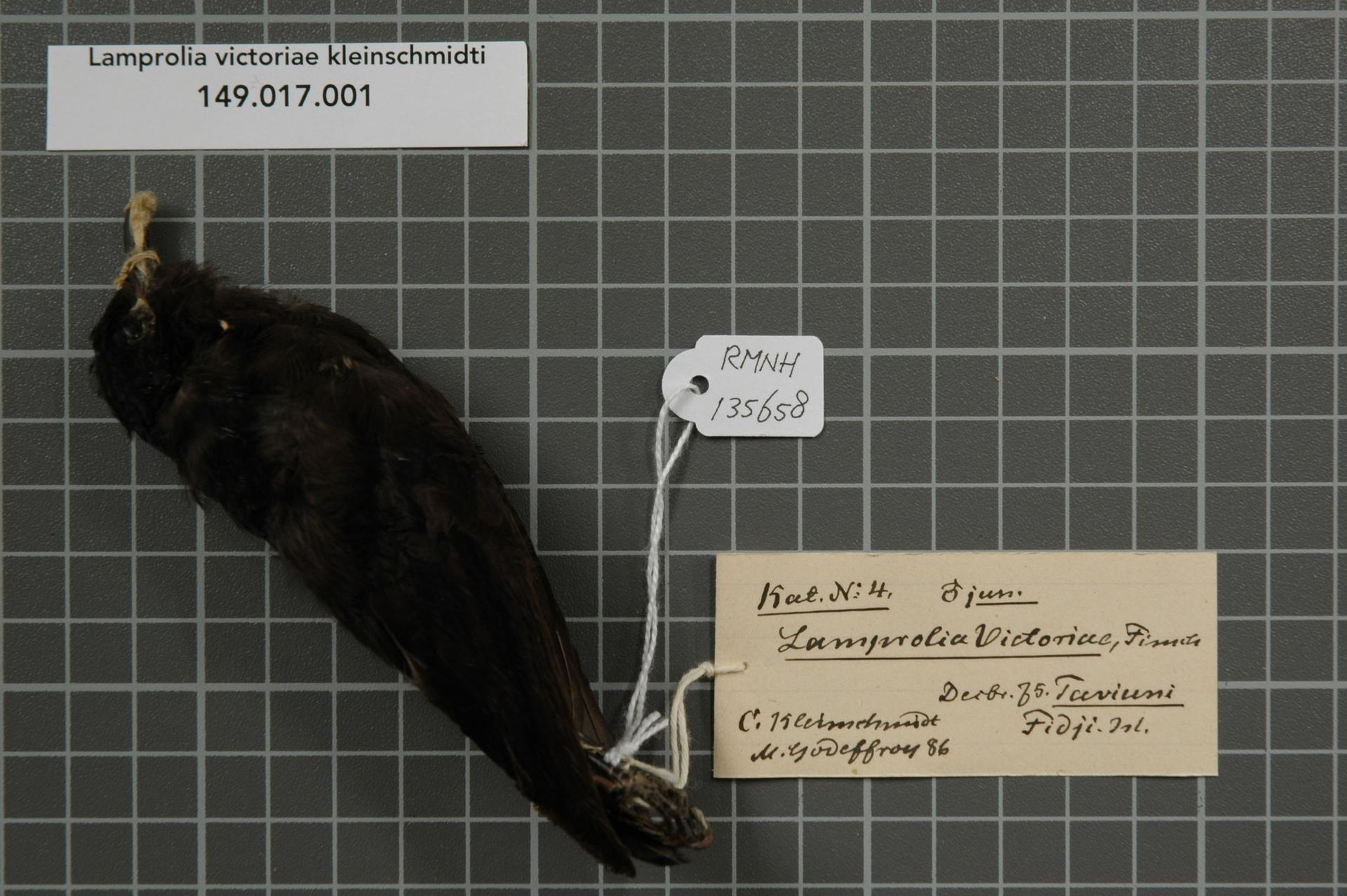
Esemplare impagliato della sottospecie klinesmithi.

Fin dai tempi della loro scoperta, questi uccelli hanno rappresentato un enigma tassonomico, in quanto non si riusciva a stabilirne con chiarezza le affinità nell'ambito dei passeriformi: per molto tempo questi uccelli sono stati inoltre ritenuti vicini agli uccelli del paradiso, questi uccelli sono stati poi riclassificati di volta in volta fra i Petroicidae, i Maluridae, ed a partire dagli anni '80 perfino fra i Tyrannidae. Uno studio del 2009, basato su analisi del DNA, ne è evidenziata una parentela col drongo pigmeo, con le due specie rappresentanti di un clade molto basale in seno alla famiglia Rhipiduridae.

Se ne riconoscono due sottospecie:
- Lamprolia victoriae victoriae, la sottospecie nominale, di Taveuni;
- Lamprolia victoriae klinesmithi Ramsay, 1876, di Vanua Levu;

La sottospecie klinesmithi (sinonimizzata anche con Lamprolia victoriae kleinschmidti), rispetto alla sottospecie nominale, possiede dimensioni medie minori e maggiore estensione delle iridescenze del piumaggio.